# زیباگیاه
زیباگیاه (نام علمی: Aglaophyton major) نام یک گونه از فرمانرو گیاه است.